# Gerónimo Albertario

a Compétitions nationales et continentales officielles uniquement.

b Matchs officiels uniquement.
Dernière mise à jour le 10 janvier 2020.
Gerónimo Alfredo Albertario, né le 24 novembre 1987 à Buenos Aires, est un joueur argentin de rugby à XV qui évolue au poste de deuxième ligne. Il compte deux sélections en équipe d'Argentine de rugby à XV.

## Biographie
Gerónimo Albertario débute avec le club argentin du Club Pucará (en) pour la saison 2009-2010, il y dispute le Tournoi de l'URBA (es).
Il connaît sa première sélection internationale en 2014 avec les Jaguars d'Argentine, équipe réserve nationale.
Au mois de janvier 2015, il fait partie d'un groupe de 64 joueurs appelés par l'UAR, la fédération argentine, en vue de la Coupe du monde 2015. En mars, il intègre la sélection argentine des Pampas XV pour disputer la Pacific Rugby Cup ; les Argentins remportent l'édition 2015 (en) de la compétition, durant laquelle Albertario totalise six sélections. En avril 2015, il est sélectionné pour un match amical contre les États-Unis sous le maillot argentin,. Cette rencontre n'est pas comptabilisée comme cape internationale avec les Pumas.
Il dispute au mois de mai l'édition 2015 (es) de la Consur Cup (es), compétition disputée entre l'équipe d'Argentine et deux équipes qualifiées par l'intermédiaire du championnat d'Amérique du Sud. Il totalise deux capes internationales lors de ce tournoi remporté par les Pumas aux dépens de l'Uruguay et du Paraguay.
Un mois plus tard, il est sélectionné en juin pour jouer la Coupe des nations avec les Jaguares. L'équipe du pays hôte, la Roumanie, remporte l'édition 2015 du tournoi en battant les Argentins.
Albertario ne fait pas partie de la liste finale de Daniel Hourcade pour la Coupe du monde 2015 dévoilée le 16 août. Après ces diverses compétitions internationales, il signe pendant l'été 2015 en Europe avec l'US Dax en Pro D2,.
Non conservé après une saison, il rejoint le club d'Ordizia RE et dispute la División de Honor.
Après deux années en Espagne, il rejoint le Top 12 italien pour la saison 2018-2019, sous le maillot du Valsugana Rugby Padova (it).

## Palmarès
- Pacific Rugby Cup :
  - Vainqueur : 2015 (en).
- Consur Cup (es) :
  - Vainqueur : 2015 (es).